# Sinfonía n.º 2 (Górecki)

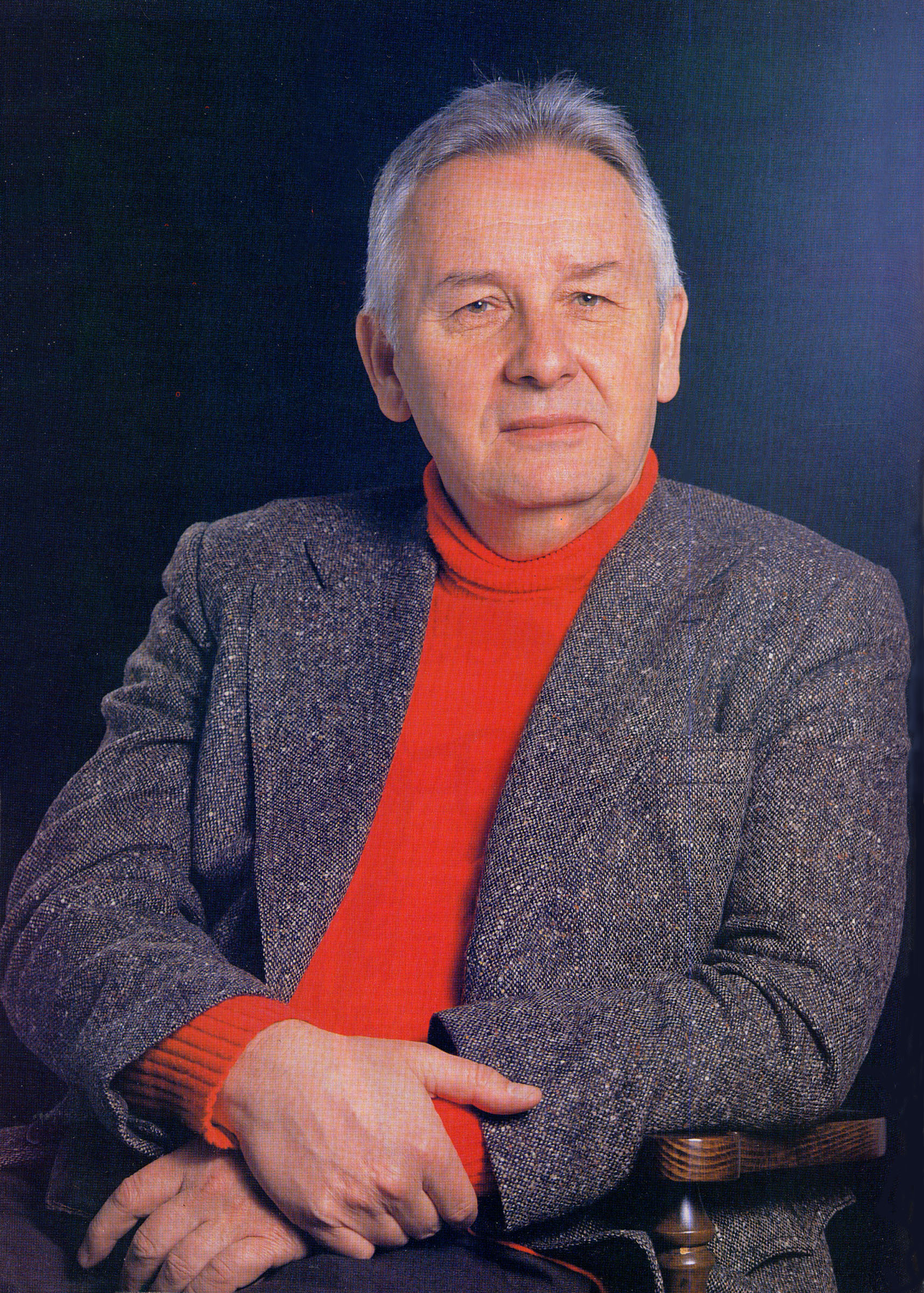
Górecki en 1993.

La Sinfonía n.º 2 para soprano, barítono, coro y orquesta, Op. 31, también conocida como Copernicana o en polaco II Symfonia "Kopernikowska", es una sinfonía coral compuesta por Henryk Górecki en 1972. La obra se creó para celebrar el 500 aniversario del nacimiento de Nicolás Copérnico.

## Historia

### Composición
La sinfonía surgió a raíz un encargo de la Fundación Kosciuszko de Nueva York con motivo de la celebración del 500 aniversario del nacimiento del astrónomo y polímata renacentista polaco Nicolás Copérnico. Su gran aportación fue la confirmación de la teoría heliocéntrica según la cual la Tierra giraba alrededor del Sol, que revolucionó la concepción europea del lugar de la humanidad en el cosmos. Según el historiador británico Norman Davies: «Su descubrimiento, el giro de la Tierra alrededor del Sol, causó la mayor revolución posible en los anteriores conceptos del predicamento humano». Aunque Górecki ya se había consagrado como uno de los principales compositores polacos, este encargo fue el más relevante que había recibido hasta la fecha. El maestro respondió con una obra monumental para solistas soprano y barítono, coro y gran orquesta. Como es habitual, llevó a cabo una extensiva investigación sobre la materia y estaba interesado en particular sobre las implicaciones filosóficas del descubrimiento de Copérnico, de las cuales no todas veía como positivas.

## Instrumentación
La partitura está escrita para las voces solistas, un coro y una orquesta formada por:
- Viento madera: 4 flautas (la 3.ª y 4.ª doblando al flautín), 4 oboes, 4 clarinete en mi bemol (el 4.º doblando al clarinete bajo en mi bemol), 4 fagotes (el 3.º y 4.º doblando al contrafagot).
- Viento metal: 4 trompas en fa, 4 trompetas en do, 4 trombones, 1 tuba.
- Percusión: 3 timbales, 3 bombos, 3 caja, 2 tam-tam.
- Teclado: piano.
- Cuerda: arpa y una sección de cuerdas con violines I, II y III, violas, violonchelos y contrabajos.
- Voces: soprano solista, barítono solista, coro mixto (SATB).

## Estructura y análisis
La sinfonía consta de dos movimientos:
- I. Primer movimiento
- II. Segundo movimiento

La interpretación de esta obra dura aproximadamente entre 30 y 35 minutos. La estructura en dos grandes movimientos sigue un planteamiento binario que Górecki había aplicado en varias composiciones anteriores, «en las que la dinámica fortissimo, las largas pausas silenciosas y los motivos rápidos y cromáticos del primer movimiento se ven contrarrestados por un segundo movimiento comparativamente calmado... A la estremecedora visión cósmica del primer movimiento, mayoritariamente orquestal, responde un segundo movimiento cuyas proporciones se expanden de forma considerable para aliviar las tensiones precedentes». El segundo protagonizado por los solistas. Contiene textos de los Salmos 145 (v. 6) y 135 (versículos 7-9), así como un extracto del Libro I De revolutionibus orbium coelestium (Sobre las revoluciones de las orbes celestes) de Copérnico. Su música refleja el asombro y el terror del universo, y los textos sitúan estas reflexiones en un contexto religioso. 

### I. Primer movimiento
El primer movimiento es una evocación casi implacable de las imperturbables maquinaciones del universo. La pieza se lanza en una especie de "coral" disonante, que presenta a toda la orquesta completando un acorde ambiguo de tonos enteros. Estas sonoridades masivas, puntuadas por timbales, giran lentamente en torno a una estrecha progresión, sin alejarse ni aproximarse. Sólo hay un par de episodios distribuidos a lo largo de los quince minutos que dura este movimiento:
- El primer episodio es un pasaje apacible y mantenido para las cuerdas, coloreado por acordes en las maderas. El material armónico no es muy variado, a excepción de una sonoridad pentatónica de "notas negras". Esta relativa consonancia arroja un rayo de luz sobre el oscuro universo musical retratado hasta este punto y apunta hacia el segundo movimiento, más optimista.
- El segundo episodio es un pasaje más activo, en el que intervienen en primer lugar los metales graves y las cuerdas. Los acordes agudos del resto de la orquesta señalan cambios de registro, y la música se eleva de forma gradual hasta que todos los metales, y después las maderas, llenan el registro medio con figuraciones estrechas y densamente orquestadas.
- Un tercer episodio asociado desemboca en la conclusión, esta vez con la incorporación del coro. El material masivo permanece igual, pero las voces añaden las palabras «Señor, Creador del cielo y de la tierra. Él hizo el sol y la luna». El movimiento termina sin resolverse, al igual que el universo visto desde la perspectiva material y científica, que no ofrece ninguna resolución. Cualquier resolución ha de encontrarse en el ámbito espiritual, y Górecki se mueve hacia esa perspectiva en su Finale.

### II. Segundo movimiento
La apertura del Finale pone de manifiesto de manera inmediata que nos hallamos en un universo musical diferente. Las cuerdas entonan el luminoso acorde pentatónico que se había insinuado brevemente en el primer episodio del movimiento inicial. Y, por primera vez, entra una voz solista, la del barítono, que entona el mismo texto del Salmo escuchado justo antes. La estática atmósfera invita a la contemplación y a la oración, más que al terror y al sobrecogimiento. A medida que la línea del barítono asciende, la dinámica se eleva y la orquesta se ensancha, aunque el acorde pentatónico sigue siendo la sonoridad principal. La soprano toma el relevo del barítono, subiendo por la escala de una manera que apunta a la Sinfonía n.º 3. La armonía cambia a la bemol mayor antes de repetir el pasaje anterior en forma comprimida, terminando con una entonación culminante del resto del texto del Salmo: «Que el sol domine el día. La luna y las estrellas dominarán la noche». Tras una repetición del texto y del material musical, Górecki inserta un extraordinario pasaje coral que cita una frase modal anónima del siglo XV. El coro canta, de forma muy apropiada, una cita del propio Copérnico: «¿Qué hay más bello que los cielos, puesto que contienen todo lo que es bello?». La pieza se cierra con un enorme ensanchamiento y desvanecimiento del acorde pentatónico, que luego se resuelve en la tríada de la bemol mayor, un cierre dramático, aunque orante, para una pieza formidable.

## Recepción de la obra
Adrian Thomas señala en el Grove Dictionary of Music and Musicians: «El segundo movimiento marca una fase decisiva en la transición de Górecki hacia un lenguaje más consonante desde finales de la década de 1960, un proceso que se clarificó en varias piezas corales y en la Sinfonía n.º 3».

## Grabaciones
Esta sinfonía ha sido interpretada y grabada en menos ocasiones que otras de sus obras, sin duda menos que su Sinfonía n.º 3, en parte porque exige una orquesta de gran tamaño, solistas soprano y barítono, además de un gran coro. No obstante, existe más de una interpretación de la Sinfonía n.º 2 en disco compacto como la el CD de Naxos Records. Esta grabación es la de la Orquesta Sinfónica de la Radio Nacional Polaca de Katowice, el Coro de la Radio Polaca y el Coro Filarmónico de Silesia con los solistas Zofia Kilanowicz y Andrzej Dobber, bajo la dirección por Antoni Wit, que incluye Beatus Vir.